# Малый Кулай
Малый Кулай — река в Омской области России, протекает по территории Тарского района. Устье реки находится в 323 км по правому берегу реки Ягылъях на высоте 97 м над уровнем моря. Длина реки составляет 13 км.

## Данные водного реестра
По данным государственного водного реестра России относится к Верхнеобскому бассейновому округу, водохозяйственный участок реки — Васюган, речной подбассейн реки — Васюган. Речной бассейн реки — (Верхняя) Обь до впадения Иртыша.
Код объекта в государственном водном реестре — 13010800112115200030393.